# Кльофа Тарас Григорович
Тара́с Григо́рович Кльо́фа (нар. 8 квітня 1974, Львів) — полковник Збройних сил України. Лікар-уролог вищої категорії, кандидат медичних наук, старший ординатор урологічного відділення клініки урології та гінекології, Військово-медичний клінічний центр Західного регіону, позафракційний депутат Львівської міськради.

## Життєпис
У 1997 році закінчив ЛНМУ ім. Д. Галицького за спеціальністю «Лікувальна справа». У 2000 році закінчив УВМА за спеціальністю «Хірургія».
Брав участь у миротворчих операціях під егідою ООН — 2004 року в Іраці.
Здійснював евакуацію поранених з поля бою в складі медичного загону. Зокрема, евакуйовував бійців 95-ї бригади, далі з-під Луганська поранених доставляли медичною авіацією.
Кандидат в мери Львова від партії «Слуга народу».
Одружений, виховує двох дітей.

## Нагороди
- Заслужений лікар України[3].
- 21 серпня 2014 року — за особисту мужність і героїзм, виявлені у захисті державного суверенітету та територіальної цілісності України, вірність військовій присязі під час російсько-української війни, відзначений — нагороджений орденом Данила Галицького.